# (3787) Айвазовский
(3787) Айвазовский (лат. Aivazovskij) — типичный астероид главного пояса, открыт 11 сентября 1977 года советским астрономом Николаем Черных в Крымской астрофизической обсерватории и 1 сентября 1993 года назван в честь русского художника-мариниста Ивана Айвазовского.

## Обнаружение и именование
(3787) Айвазовский
Открыт 11 сентября 1977 года в Научном Н. С. Черных.
Назван в честь великого русского живописца морских пейзажей Ивана Константиновича Айвазовского (1817—1900), который жил и работал в Феодосии, в Крыму.
Оригинальный текст (англ.)3787 Aivazovskij
Discovered 1977-09-11 by Chernykh, N. at Nauchnyj.
Named in honor of Ivan Konstantinovich Aivazovskij (1817—1900), great Russian painter of seascapes who lived and worked in Feodosia, in the Crimea.
Источники: DISCOVERY.DB; M.P.C. 22499.

## Орбита

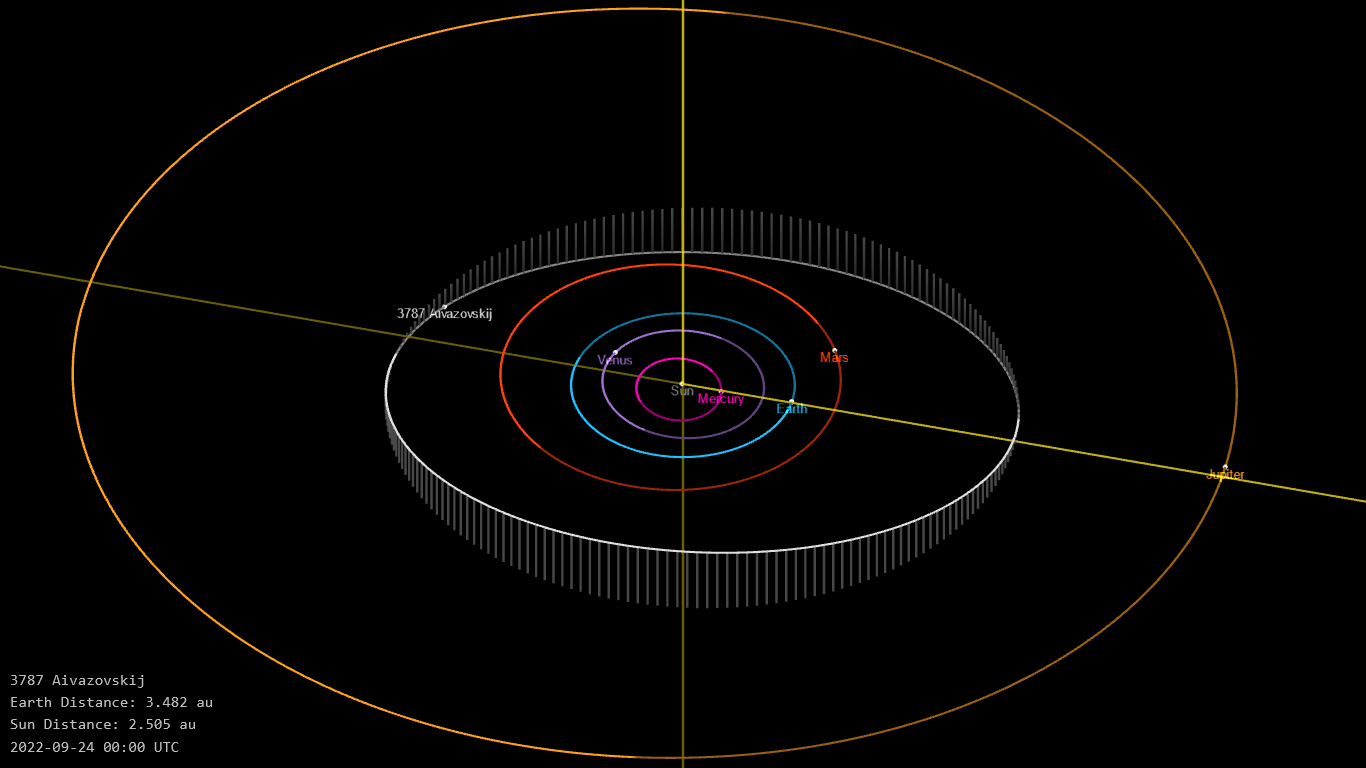
Орбита астероида Айвазовский и его положение в Солнечной системе

## Физические характеристики
Из наблюдений системы телескопов панорамного обзора и быстрого реагирования Pan-STARRS следует, что астероид относится к таксономическому классу S.
По результатам наблюдений в видимом и ближнем инфракрасном диапазоне космического телескопа NEOWISE диаметр астероида оценивался равным 12,089±0,121 км. Согласно тем же источникам альбедо оценивается как 0,3329±0,0703, 0,333±0,070.